# 30 mm DEFA
DEFA (franska: Direction des Études et Fabrications d'Armement) är en fransk automatkanon utvecklad under slutet av 1940-talet med den tyska automatkanonen 30 mm Maschinenkanone MK 213 som förebild. I många avseenden är vapnet en direkt kopia av den tyska förebilden och avfyrar även samma typer av projektiler.

## Konstruktion
DEFA är en revolverkanon i kaliber 30 × 113 mm som primärt skjuter mingranat. Revolvertrumman har fem patronlägen; Ett i eldläge bakom eldröret, ett för utmatning av tomhylsa, ett tomt läge och två lägen för inmatning av ny hylsa. Patronerna har elektrisk utlösning. Revolvertrumman drivs av krutgaserna. Den senaste modellen 554 har reglerbar gasventil vilket ger variabel eldhastighet mellan 1 200 och 1 800 skott/min.

## Liknande vapen
Den brittiska automatkanonen 30 mm ADEN är snarlik DEFA eftersom även den är baserad på Mausers MK 213 och använder samma 30 mm patron.
Den amerikanska automatkanonen 20 mm M39 är också baserad på samma plattform men specifikt 20 mm Maschinengewehr MG 213 som är samma vapen fast i kaliber 20 mm.
Under 2000-talet har DEFA börjat ersättas av 30 mm GIAT som liknar DEFA men som drivs av en elmotor i stället för av krutgaser.

## Varianter
- DEFA 551 – Ursprunglig version, använd i Dassault Mystère IV och Sud Aviation Vautour.
- DEFA 552 – Version med kromat eldrör med längre livslängd, använd i Super Mystère, Mirage III, Mirage 5, Étendard IV, Super-Étendard och Fiat G.91Y.
- DEFA 553 – Version med tre drivpatroner för omladdning efter eldavbrott, använd i Mirage F1, Alpha Jet, Kfir och MB-326K.
- DEFA 554 – Version med reglerbar eldhastighet mellan 1 200 och 1 800 skott/min, använd i Mirage 2000 och AMX.

### Webbkällor
- ”DEFA 552A/553/554 30 mm aircraft cannon”. http://ccxy.tripod.com/defa.html. Läst 9 januari 2017.
- ”DEFA 552 30mm Cannon”. Sydafrikas flygvapen. http://www.saairforce.co.za/the-airforce/weapons/38/defa-552-30mm-cannon. Läst 9 januari 2017.
- ”DEFA 553 30mm Cannon”. Sydafrikas flygvapen. http://www.saairforce.co.za/the-airforce/weapons/39/defa-553-30mm-cannon. Läst 9 januari 2017.
- ”DEFA 552, 553 & 554”. AEI Systems Ltd. http://aei-systems.com/aircraft-weapons-systems/defa-30mm-aircraft-cannon/. Läst 9 januari 2017.